# One Piece: Grand Adventure
One Piece: Grand Adventure è un videogioco per PlayStation 2 e Nintendo GameCube. Il gioco è stato commercializzato per gli Stati Uniti e per l'Europa. Il gameplay è molto simile a One Piece: Grand Battle (conosciuto in Giappone come One Piece: Grande Battle Rush!). Basato sulla popolare serie animata One Piece, Grand Adventure contiene più personaggi (Zeff, Kuina), arene e modalità di gioco, alcune delle quali sono state prese da Grand Battle. Il gioco è stato pubblicato anche in Australia e Corea ma non in Giappone.

## Modalità di gioco

### Modalità Avventura
Una delle nuove modalità è l'Avventura, nonché quella principale. Il giocatore potrà, tra una vasta scelta di personaggi, navigare la Grand Line e visitare le varie isole già apparse nell'anime. Su queste isole, il giocatore dovrà affrontare altri personaggi del famoso manga, che se sconfitti, possono entrare a far parte del proprio equipaggio, o far sbloccare alcuni minigiochi.
Negli scontri i personaggi potranno guadagnare punti esperienza e salire di livello, e ogni volta il giocatore potrà aumentare le statistiche che preferisce (HP, attacco, difesa, ecc.).

### Capitani
Questi sono i 5 capitani che potremo usare, e la loro difficoltà:
- Monkey D. Rufy: Facile (livello 3-30)
- Buggy il clown: Medio (livello 5-30)
- Mr. 0/Crocodile: Difficile (livello 20-40)
- Smoker: Difficilissimo (livello 5-30)
- Usopp: Pirate Panic (Con questa difficoltà, si potrà scegliere la propria squadra di personaggi, e anche utilizzare i personaggi sbloccati nelle altre difficoltà) (livello 40-100)

### Minigiochi
Battaglia Speciale
- Combatti una battaglia con regole speciali, come quelle in modalità Avventura.

Rumble Battle
- Una lotta contro i personaggi di supporto. La Marina, i pirati e Kung-Fu Jugon attaccano in gruppi.

Box Crusher
- Distruggi 300 scatole prima che scada il tempo.

Snake Battle
- Sconfiggi Nola, il serpente di Skypiea Fa' attenzione; i Sacerdoti di Skypiea cercheranno di difenderlo.

Boat Battle
- Impedisci ai pirati di attaccare la tua nave e sconfiggi "I pirati di Usopp".

Snow Shovel
- Ripulisci il tetto del castello di Drum.

Bowl Battle
- Ottieni punti lanciando Gaimon nel canestro.

Spotbilled Corsa sull'anatra
- Corri contro il tuo avversario in sella a Karoo

(La difesa aumenta se stai giocando con un personaggio "pesante" (il più pesante è Wapol), mentre la velocità aumenta se stai giocando con un personaggio "leggero" (i più leggeri sono Chopper e Kuina).

### Personaggi
Ci sono in totale 24 personaggi giocabili. Inoltre, sono disponibili più di 50 personaggi di supporto, che il giocatore può scegliere in aggiunta al loro personaggio principale. I personaggi di supporto non sono controllabili, ma sono in grado di aiutare il giocatore quando sono chiamati a combattere. Ci sono sei tipi di sostegno: Carica, Salto, Corsa, Recupero, Proiettile e Area. Ogni tipo di supporto ha i propri punti di forza e punti deboli.
Ad ogni personaggio è stato assegnato il proprio supporto. Ogni personaggio ne ha uno, ma nessuno ne può avere più di tre. In alcune modalità di gioco, i supporti che il giocatore può scegliere sono limitati. Nella maggior parte delle modalità, sono disponibili tutti i supporti. Ci sono alcune eccezioni in cui un supporto non può essere utilizzato da un qualsiasi personaggio (es: Crocodile non può utilizzare il supporto "Frutto Fior-Fior", il quale è utilizzabile solo da Nico Robin). Esistono anche supporti ai quali non è assegnato nessun personaggio, e che quindi possono essere usati da chiunque.
Di seguito è riportato un elenco delle personaggi e il relativo supporto:

## Roster personaggi
| 1. Monkey D. Rufy 2. "Afro Boxer" Rufy (solo nella versione giapponese) 3. Miss All Sunday/Nico Robin. 4. Nami 5. Roronoa Zolo 6. Portgaz D. Trace 7. Sanji 8. TonyTony Chopper 9. Usopp 10. "The Red Haired" Shanks 11. Kuina 12. Zeff 13. "Hawk-Eye" Mihawk 14. Chaser 15. Tashigi 16. Nefertari Vivi 17. Buggy "The Clown" 18. Kuro 19. Don Krieg 20. "Sabretooth" Arlong 21. Wapol 22. Mr. 2 Von Clay 23. Mr.0/Crocodile 24. Ohm 25. Eneru |

| 1. Kung Fu Jugon 2. Whiper 3. Mr. 3 4. Miss Golden Week 5. Frutto Fior Fior (Solo Nico Robin) 6. Genzo 7. Waver 8. Johnny 9. Yosaku 10. Barca di Trace Striker (Solo Ace) 11. Zeff 12. Konis 13. Dr. Kureka 14. Gan Forr 15. Carota 16. Cipolla 17. Peperone 18. Benn Beckman 19. Lucky Lou 20. Yasopp 21. Giovane Zolo 22. Paty 23. Grande Impatto (Solo Drakul Mihawk) 24. Navy A 25. Navy B 26. Karl 27. Pell 28. Chaka 29. Richie e Mohji 30. Cabaji 31. Jango l'ipnotizzatore 32. Siam 33. Butchie 34. Ghin 35. Pearl 36. Hatchan 37. Kuroobi 38. Pciù 39. Chessmarlimo 40. Mr. 4 41. Miss Merry Christmas 42. Lassiù 43. Mr. 1 44. Miss Doublefinger 45. Shura 46. Gedatsu 47. Satori 48. Drago Fulmine (Solo Eneru) 49. Raggio Noro Noro |

## Arene
- Palazzo Reale di Alabasta (Prima della Guerra; Guerra Rivoluzionaria)
- Arlong Park (Dominio di Arlong; Festeggiamenti per la Vittoria)
- Ristorante Baratie (Assedio al Ristorante; Attacco dello Squalo)
- Castello di Drum (Mattina; Miracolo dei Ciliegi)
- Marineford (Mattino; Sera)
- Sexy Foxy [Solo per il Minigioco]
- Villaggio di Foosha (Mattino;Tramonto)
- Arca Maxim (Prua;Interno)
- Loguetown (Cielo Sereno;Pioggia)
- Going Merry [Fuori;Interno(Solo per il minigioco)]
- Nave dei Giganti (Intatta;Distrutta)
- Orange Town (Mattino;Tramonto) [Non Sbloccabile]
- Deserto (Mattina;Sera) [Non Sbloccabile]
- Nave Pirata (Mattina;Sera) [Non Sbloccabile]
- Long Ring Long Land [Solo per il Minigioco]
- Arena del Davy Back Fight [Solo nella versione giapponese]

## Accoglienza
La rivista Play Generation diede alla versione per PlayStation 2 un punteggio di 77/100, apprezzando il fatto che fosse più vario e longevo dei capitoli precedenti e la presenza di un grande numero di personaggi, ma come contro il fatto che fosse ancora troppo semplicistico, tecnicamente migliorabile e che presentava un doppiaggio esclusivamente in lingua inglese ma recitato in maniera pessima, finendo per trovarlo un gioco che introduceva molti elementi interessanti, ma che non riusciva a compiere l'agognato salto di qualità.

## Curiosità
- La versione del videogioco differisce in alcune versioni, infatti in quella giapponese erano disponibili anche i personaggi di Foxy "la Volpe Argentata" e l'arena Davy Back Fight, non presenti nella versione italiana;
- Il videogioco in Italia non ha subito alcuna localizzazione in italiano, dato che esso presenta le medesime caratteristiche della versione americana (modifiche all'aspetto ed ai nomi di alcuni personaggi), ed è disponibile solamente in lingua inglese;
- Al momento dell'uscita in Occidente, la 4Kids! Entertainment disponeva dei diritti di sfruttamento del brand One Piece per il mercato estero. Per cui il videogioco presenta le modifiche dei personaggi perpetuate dall'azienda all'anime (es. i lecca lecca di Sanji e la rimozione dei sigari ai personaggi di Smoker e Crocodile) e la sostituzione dei nomi (Smoker, ovvero "fumatore", diventa Chaser, ovvero "persecutore").